# Loja (architecture)
Pour les articles homonymes, voir Loja.

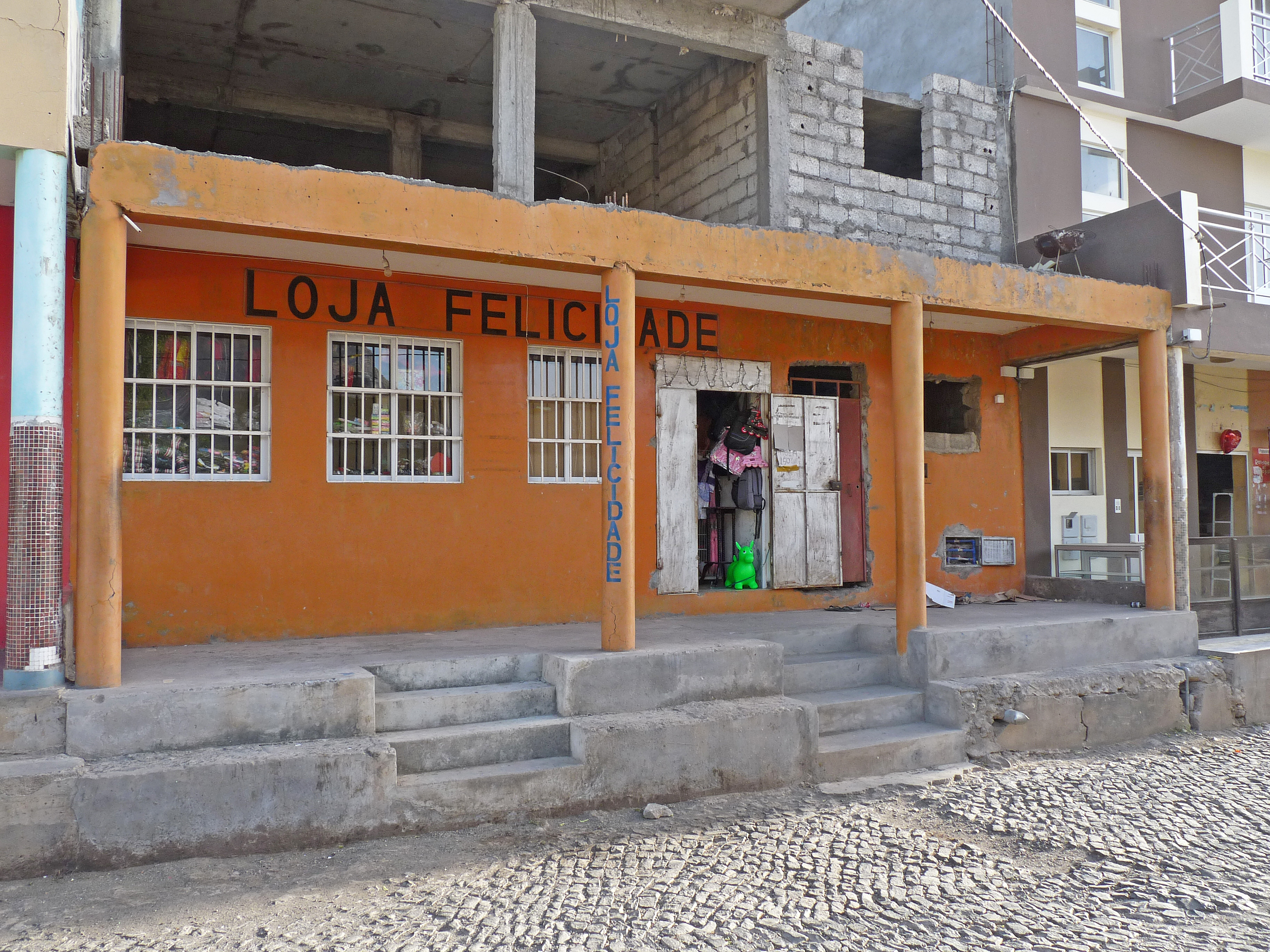
Une loja à Tarrafal

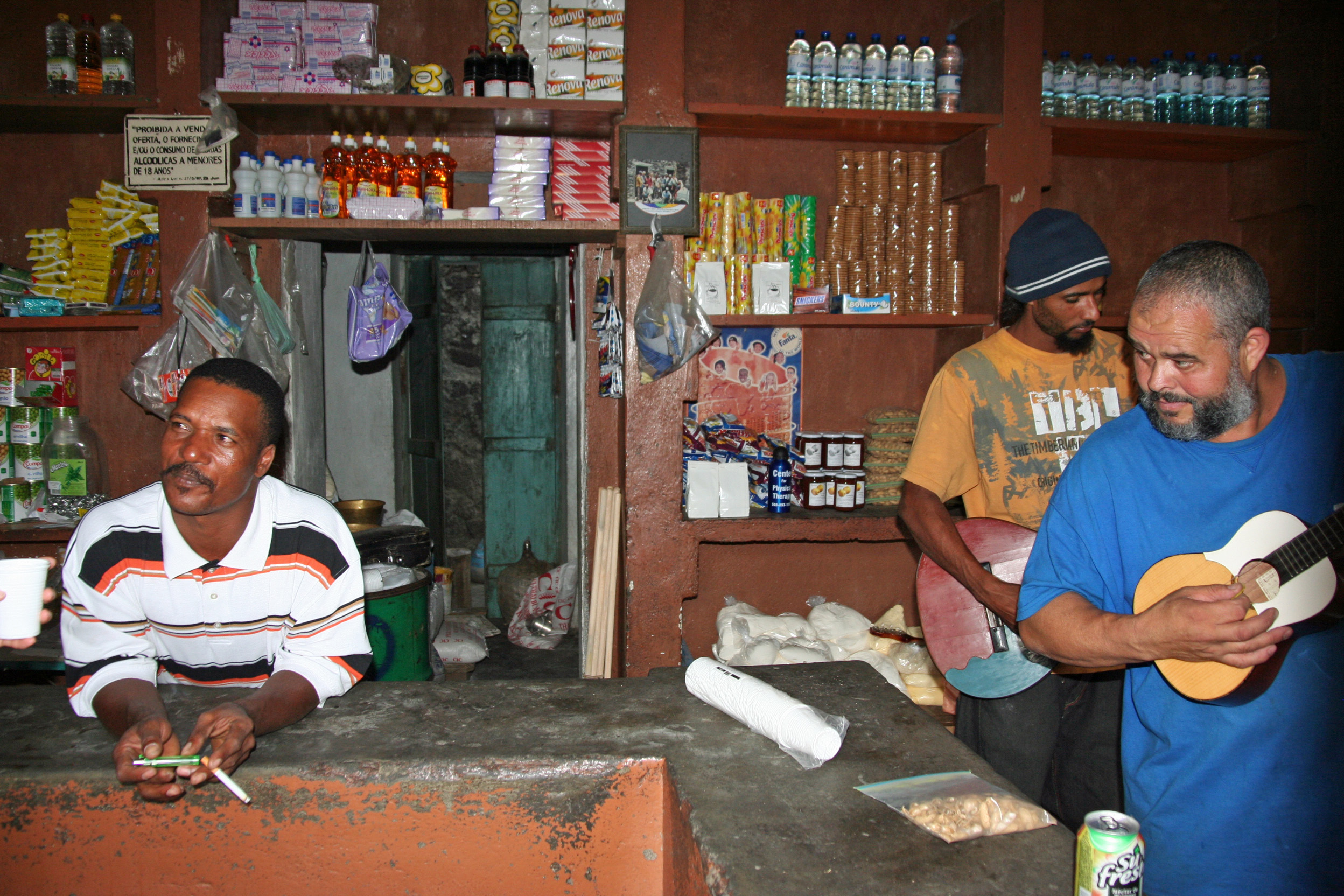
Musiciens dans une loja de Fogo

La loja (ou lója) est une sorte d'épicerie-bar ou de boutique caractéristique du Cap-Vert où elle constitue un haut-lieu de la convivialité créole. C'est là, notamment, que l'on consomme du grogue, la boisson nationale.
On trouve les lojas aussi bien à la ville qu'à la campagne. Le patron se tient derrière un comptoir de bar où les produits de consommation courante sont disposés sur des étagères. Les clients restent de l'autre côté pour boire (les hommes) ou faire des achats (les femmes et les enfants).
À l'ère coloniale, on trouvait ces lojas dans l'ensemble de l'empire colonial portugais. On y vendait notamment « des lampes à pétrole, des conserves, des sandales de plastique, des allumettes, de l'huile, des tissus, du sucre, du sel, des pâtes ». Ces commerces de détail étaient généralement tenus par des métis ayant accédé à un niveau social intermédiaire – quoique modeste –, leur permettant d'affirmer une forme de supériorité à l'égard de la population indigène.
L'écrivain cap-verdien Henrique Teixeira de Sousa décrit l'inquiétude des familles blanches devant l'ascension sociale des métis à la fin des années 1940 : symboliquement, ils craignent le moment où « le singe poussera le Noir du funco ; [où] celui-ci prendra la place du Métis dans la loja et [où] ce dernier chassera le Blanc pour s'installer dans le sobrado ».